# Wollmispeln
Die Wollmispeln (Eriobotrya) sind eine Pflanzengattung der Kernobstgewächse (Pyrinae) in der Familie der Rosengewächse (Rosaceae). Der bekannteste Vertreter der Gattung ist die Japanische Wollmispel (Eriobotrya japonica), die gelegentlich als Zierpflanze und zunehmend auch wegen ihrer wohlschmeckenden Früchte bekannt ist.

## Beschreibung

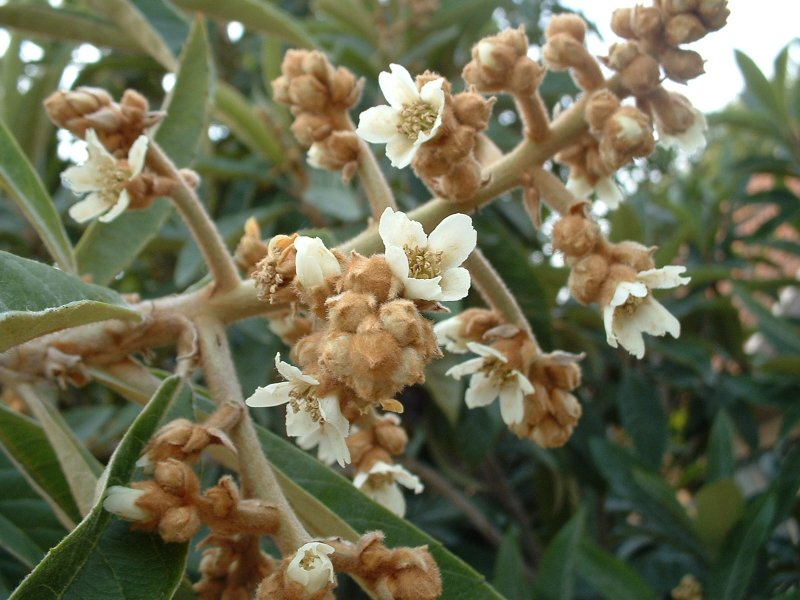
Blütenstand

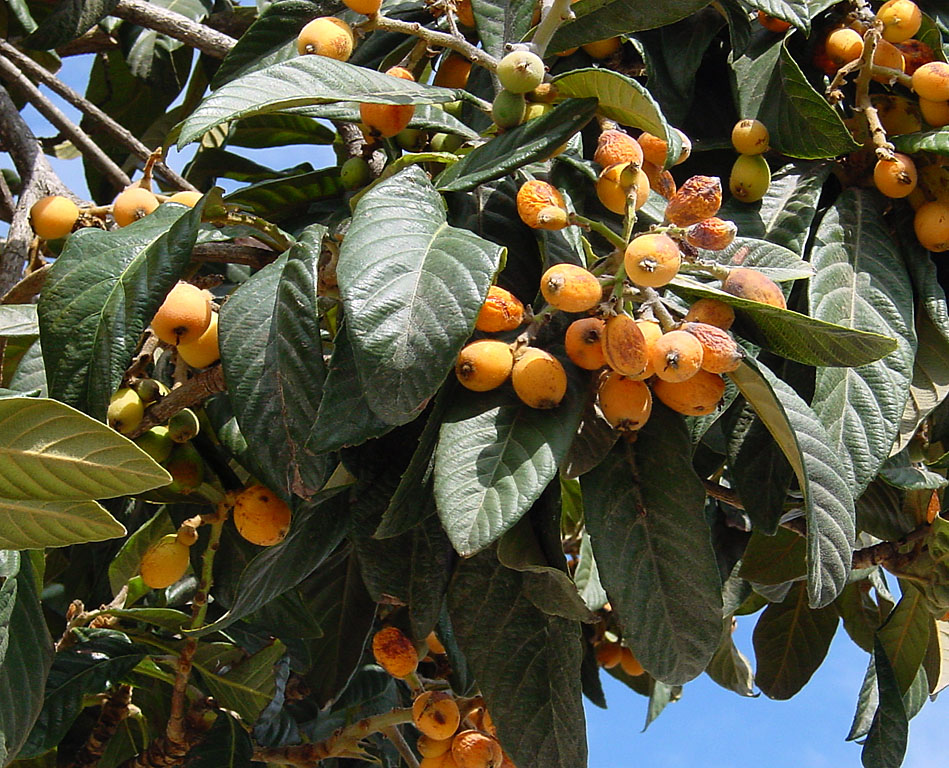
Laubblätter und Früchte

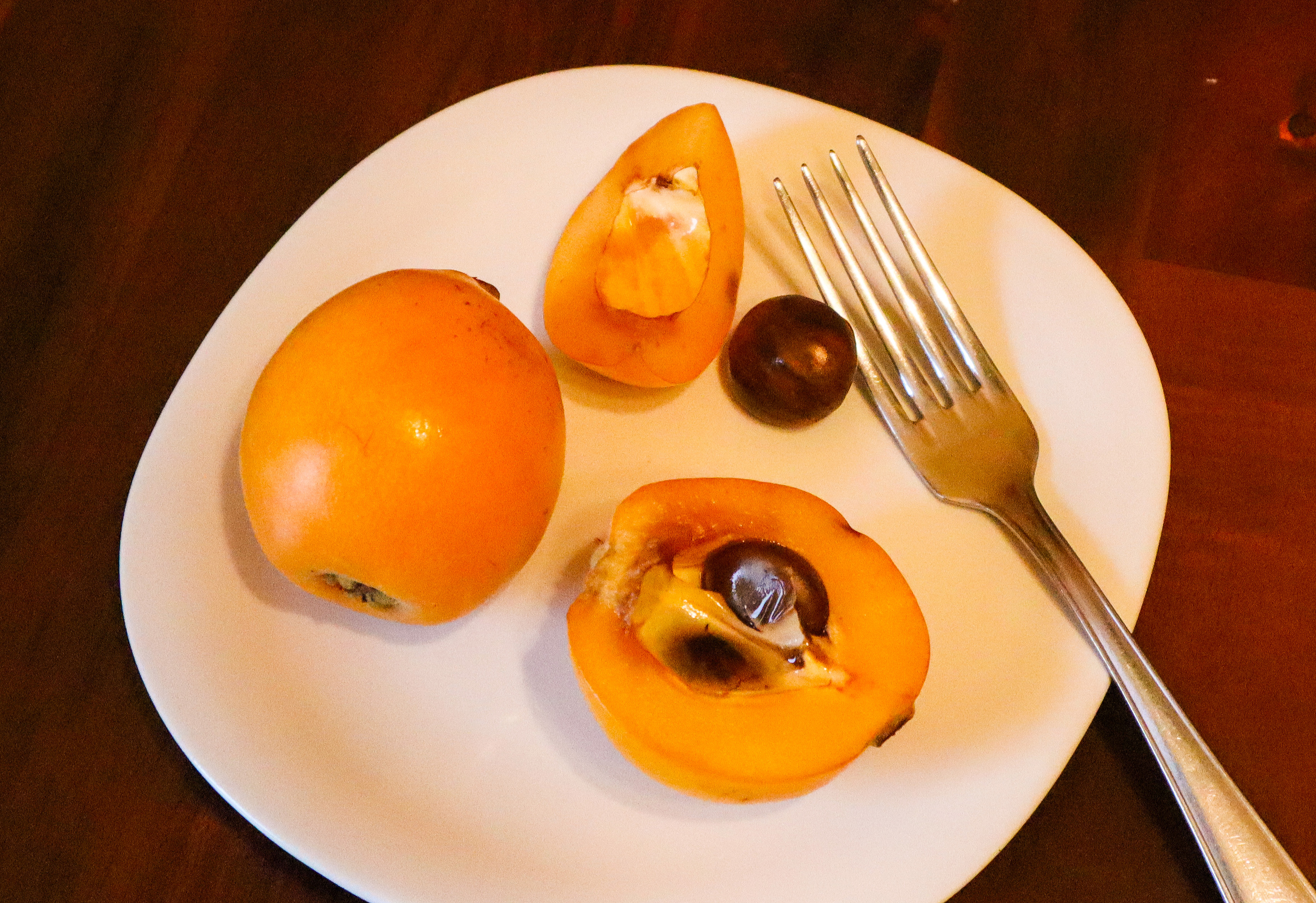
Früchte mit großen „Kernen“

### Vegetative Merkmale
Eriobotrya-Arten sind immergrüne Bäume und Sträucher. Die meist gestielten Laubblätter sind einfach. Die Blattränder sind glatt oder gesägt. Nebenblätter sind vorhanden.

### Generative Merkmale
Die endständigen, rispigen Blütenstände enthalten viele Blüten.
Die zwittrigen Blüten sind radiärsymmetrisch und fünfzählig mit doppelter Blütenhülle. Der Blütenbecher (Hypanthium) ist becherförmig oder verkehrt-konisch. Die fünf Kelchblätter sind auch an den Früchten noch gut erkennbar. Die fünf weißen oder gelben, freien Kronblätter sind verkehrt-eiförmig oder kreisförmig und genagelt. Es sind 20 Staubblätter vorhanden. Der unterständige Fruchtknoten besteht aus zwei bis fünf Fruchtblättern. Je Fruchtblatt sind zwei Samenanlagen vorhanden. Die oft behaarten zwei bis fünf Griffel sind nur an ihrer Basis verwachsen.
An der apfelförmigen Frucht sind die zurückgebogenen Kelchblätter gut erkennbar. Die fleischigen oder trockenen Früchte enthalten nur wenige (meist nur ein oder zwei) große Samen. Das Endokarp ist pergamentartig.

## Systematik
Die Gattung Eriobotrya wurde 1821 durch John Lindley in Trans. Linn. Soc. London, Volume 13, Issue 1, S. 96, 102 aufgestellt.
Die Gattung Eriobotrya ist in Ostasien verbreitet. In China findet man 14 Arten, drei davon nur dort.
Die Gattung Eriobotrya umfasst vor Liu et al. 2020 26 bis 30 Arten:
- Eriobotrya bengalensis Hook. f.: Sie ist in Indien, Thailand, Laos, Kambodscha, Vietnam, Myanmar, Indonesien und in den chinesischen Provinzen Guizhou sowie Yunnan verbreitet.[4]
- Eriobotrya cavaleriei (H. Lév.) Rehder: Sie kommt in Nordvietnam und in den chinesischen Provinzen Fujian, Guangdong, Guangxi, Guizhou, Hubei, Hunan, Jiangxi sowie Sichuan vor.[1][4]
- Eriobotrya deflexa (Hemsl.) Nakai (Syn.: Eriobotrya deflexa var. koshunensis Kaneh. & Sasaki, Photinia deflexa Hemsl.): Sie kommt in Südvietnam, Taiwan und in den chinesischen Provinzen Guangdong sowie Hainan vor.[4]
- Eriobotrya dubia Decne. (Syn.: Photinia dubia Lindl.): Sie kommt in Indien, Bhutan und Nepal vor.[4]
- Eriobotrya elliptica Lindl.: Sie kommt in Nepal und im Mêdog Xian im südöstlichen Tibet vor.[1]
- Eriobotrya fragrans Champ. ex Benth.: Sie kommt in Vietnam, Tibet und in den chinesischen Provinzen Guangdong sowie Guangxi vor.[4]
- Eriobotrya henryi Nakai: Sie kommt in Myanmar und in den chinesischen Provinzen Guizhou sowie Yunnan vor.[1][4]
- Eriobotrya hookeriana Decne.: Sie kommt in Sikkim, Bhutan und Nepal vor.[4]
- Japanische Wollmispel (Eriobotrya japonica (Thunb.) Lindl.,[5] Syn.: Mespilus japonica Thunb.): Sie kommt in Japan und China vor.[4]
- Eriobotrya malipoensis Kuan: Dieser Endemit gedeiht in dichten Wäldern in Tälern in Höhenlagen von 1200 bis 1500 Metern nur im südöstlichen Yunnan.[1]
- Eriobotrya obovata W.W. Sm.: Sie gedeiht im Dickicht an Hängen nur im zentralen Yunnan.[1]
- Eriobotrya petiolata Hook. f.: Sie kommt in Bhutan und Sikkim vor.[4]
- Eriobotrya prinoides Rehder & E.H.Wilson: Sie kommt in Laos und in den chinesischen Provinzen Sichuan sowie Yunnan vor.[4]
- Eriobotrya salwinensis Hand.-Mazz. : Sie kommt in Indien, in Myanmar und im nordwestlichen Yunnan vor.[1]
- Eriobotrya seguinii (H. Lév.) Cardot ex Guill.: Sie kommt in den chinesischen Provinzen Guizhou sowie Yunnan vor.[4]
- Eriobotrya serrata J.E.Vidal: Sie kommt in Laos und in den chinesischen Provinzen Yunnan sowie Guangxi vor.[1]
- Eriobotrya tengyuehensi W.W.Sm.: Sie kommt in Myanmar und im nordwestlichen Yunnan vor.[1]

Liu et al. 2020 haben entsprechend molekulargenetischer Untersuchungen die Arten der Gattung Eriobotrya in die Gattung Rhaphiolepis eingegliedert.